# Creil
Creil é uma comuna do departamento de Oise, localizada na região de Altos da França, na França.